# Poço sagrado de Garlo
Poço sagrado de Garlo é um sítio arqueológico perto da vila de Garlo, no distrito de Pernik, na Bulgária. 

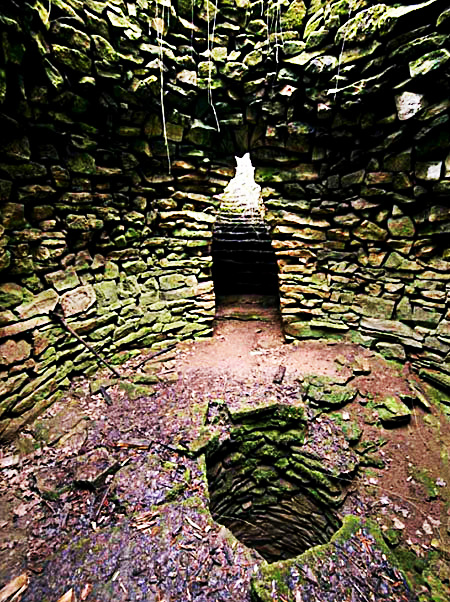
O interior do sagrado Nuragi Pit, Garlo Village, Bulgária

## Descrição e contexto cultural
O local foi escavado em 1972 pela professora Dra. Dimitrina Dzhonova e sua equipe. O professor Mitova-Dzhonova data a cova por volta do século XI a.C. e relaciona o local com os poços sagrados encontrados nos restos da civilização nagágica na Sardenha. Fora da Sardenha, esses locais foram encontrados na Península da Criméia (Ucrânia) e na Palestina. 
O poço sagrado foi construído em um pequeno vale alinhado com muitas fontes em tempos pré-históricos. A parte sul do poço é escavada no chão. A 7 metros do    corredor (δρόμος) com treze degraus de pedra leva a uma sala abobadada redonda (θολός) no centro da qual, sobre a fonte, está um poço de 5 metros de    profundidade. 
O poço sagrado é um dispositivo sofisticado, estabelecido inteiramente no subsolo. O eixo longo do poço é orientado norte-sul, mas foi construído na encosta leste de uma colina, agora acima de um pequeno reservatório de água construído na década de 1960. A entrada para a câmara subterrânea fica no lado leste e consiste em um lance de 24 degraus de 1,1 metros  de largura. Os nove primeiros passos são ao ar livre, os próximos 15 são subterrâneos. 
Os degraus levam a uma câmara circular redonda abobadada subterrânea, a 4,2 metros de diâmetro. No topo do cofre, um buraco circular para o céu, com 2,3 metros de largura. A escada subterrânea une a câmara abobadada por um portão em arco de 2,4 metros de altura. A construção é quase idêntica à Funtana Coberta em Ballao, na Sardenha. 
Diretamente acima do templo, um antigo santuário do sol foi organizado. Hoje, o maciço rochoso e o terreno do santuário são cobertos por uma floresta jovem. De acordo com as memórias dos moradores locais, os sinais são esculpidos nas rochas circundantes, e há uma pequena bacia de pedra perto do poço do templo. Essas informações, embora adquiridas de moradores da vila de Garlo, merecem atenção especial porque os monumentos são identificados com certos elementos da cultura Nuraghe e formaram o culto da Lua e a natureza complementar do poço sagrado. 
Como a instalação megalítica sagrada e todo o complexo religioso na vila de Garlo foi construído continua sendo uma questão em aberto para historiadores e arqueólogos modernos. Os imigrantes da cultura Nuraghe podem ter desejado uma instalação religiosa em seu novo local de assentamento ou os residentes locais podem ter levado os construtores a construí-las por algum motivo. 
Durante os estudos de campo realizados na década de 1970, a equipe do professor Mitova-Dzhonova encontrou sítios arqueológicos que podem pertencer a santuários semelhantes nas aldeias de Berayintsi, Rebro, Dolna Melna, Paramun e Dolni Romantzi (Pernik District, Bulgária). 

## Objetivo
Segundo Mitova-Dzhonova, antigas divindades da água, ou mais precisamente dos recursos hídricos do submundo, eram adoradas no poço sagrado de Garlo.